# Cololejeunea orbiculata
Cololejeunea orbiculata là một loài Rêu trong họ Lejeuneaceae. Loài này được (Herzog) S. Hatt. mô tả khoa học đầu tiên năm 1944.